# Soteriusz (Atanasulas)
Soteriusz, imię świeckie Sotirios Atanasulas (ur. 19 lutego 1936 w Lepiana) – grecki duchowny prawosławny w jurysdykcji Patriarchatu Konstantynopola, od 1996 metropolita Toronto.

## Życiorys
17 lipca 1962 otrzymał święcenia diakonatu, a następnego dnia prezbiteratu. 27 stycznia 1974 przyjął chirotonię biskupią. Do 1979 był biskupem tytularnym Konstancji. Od 1979 pełni urząd biskupa Toronto. W 1996 został podniesiony do godności metropolity.